# Aleen Bailey
Aleen Bailey (Saint Mary, 25 de noviembre de 1980) es una atleta jamaiquina especialista en pruebas de velocidad que ganó una medalla de oro en los Juegos Olímpicos de Atenas 2004 en la prueba de relevos de 4 x 100 metros.
Tras acabar los estudios de secundaria en su país, se trasladó a Estados Unidos con una beca para competir y estudiar, primero en la Barton County Community College, de Kansas, y luego en la Universidad de Carolina del Sur, donde en 2003 se graduó en Sociología.
Su primer gran éxito internacional fue la medalla de bronce con el equipo jamaicano de relevos 4 x 100 metros en los mundiales de Sevilla 1999, donde solo fueron superadas por Bahamas y Estados Unidos.
En 2003 consiguió proclamarse campeona universitaria de Estados Unidos tanto en 100 como en 200 metros, y en los Campeonatos del mundo de París 2003 logró en pase a la final de los 100 metros, donde fue 6.ª haciendo su mejor marca persona con 11,07.
Su mejor competición hasta el momento son los Juegos Olímpicos de Atenas 2004, donde disputó las finales tanto en 100 como en 200 metros, acabando en 5.ª y 4.ª posición respectivamente. Su gran momento llegó en la prueba de relevos 4 x 100 metros, donde el equipo jamaicano que formaban por este orden Tanya Lawrence, Sherone Simpson, Aleen Bailey y Veronica Campbell, conquistó la medalla de oro.
Al año siguiente, en los Campeonatos del mundo de Helsinki 2005, las jamaiquinas (con Daniele Browning en lugar de Tanya Lawrence), tuvieron que conformase con la plata, por detrás de Estados Unidos.
En la actualidad es una de las mejores velocistas del mundo y reside en Columbia, entrenada por Curtis Frye.
Es hermana de la estrella de la música reggae Capleton.
En 2008 llegó a la final en la prueba de 4 x 100 relevos junto a Shelly-Ann Fraser, Sheri-Ann Brooks y Veronica Campbell-Brown pero no lograron terminar la prueba porque se les cayó el testigo en uno de los relevos.

## Resultados
| Año  | Competición          | Lugar    | Puesto                                  | Marca             |
| ---- | -------------------- | -------- | --------------------------------------- | ----------------- |
| 1999 | Juegos Panamericanos | Winnipeg | 1ª en 4 x 100 m                         | 42,62             |
| 1999 | Campeonato del Mundo | Sevilla  | 3ª en 4 x 100 m                         | 42,15             |
| 2003 | Campeonato del Mundo | París    | 6ª en 100 m                             | 11,07             |
| 2004 | Juegos Olímpicos     | Atenas   | 5ª en 100 m 4ª en 200 m 1ª en 4 x 100 m | 11,05 22,42 41,73 |
| 2005 | Campeonato del Mundo | Helsinki | 2ª en 4 x 100 m                         | 41,99             |
| 2006 | Copa del Mundo       | Atenas   | 1ª en 4 x 100 m                         | 42,26             |

## Marcas personales
- 100 m - 11,04 (Birmingham, Al., 23 de julio de 2004)
- 200 m - 22,33 (Atenas, 24 de agosto de 2004)